# Błotniak stawowy
Błotniak stawowy (Circus aeruginosus) – gatunek dużego ptaka drapieżnego z rodziny jastrzębiowatych (Accipitridae).

## Systematyka
Wyróżniono dwa podgatunki C. aeruginosus:
- C. aeruginosus aeruginosus – Europa i Bliski Wschód do centralnej Azji.
- C. aeruginosus harterti – północno-zachodnia Afryka.

Dawniej wyróżniano też podgatunek C. aeruginosus spilonotus zamieszkujący wschodnią Azję, obecnie jest on uważany za osobny gatunek – błotniak wschodni (Circus spilonotus).
Choć łacińska nazwa rodzajowa Circus odnosi się do krążenia w powietrzu, to błotniaki nie mają tego w zwyczaju.

## Występowanie
Zamieszkuje strefę umiarkowaną i subtropikalną – od Europy (poza północnym Półwyspem Fennoskandzkim, Irlandią i Islandią) po środkową Azję, osiadła populacja w północno-zachodniej Afryce. Ptak w ogromnej większości wędrowny, północne populacje pokonują 5000 km. Przyloty od połowy marca i w kwietniu, a odloty od lipca do połowy października. Migracja nie charakteryzuje się wyraźną kulminacją. Populacja europejska zimuje w Afryce, a częściowo również na europejskich wybrzeżach Morza Śródziemnego i w Europie Zachodniej. Ptaki gniazdujące w Azji zimują głównie na subkontynencie indyjskim.

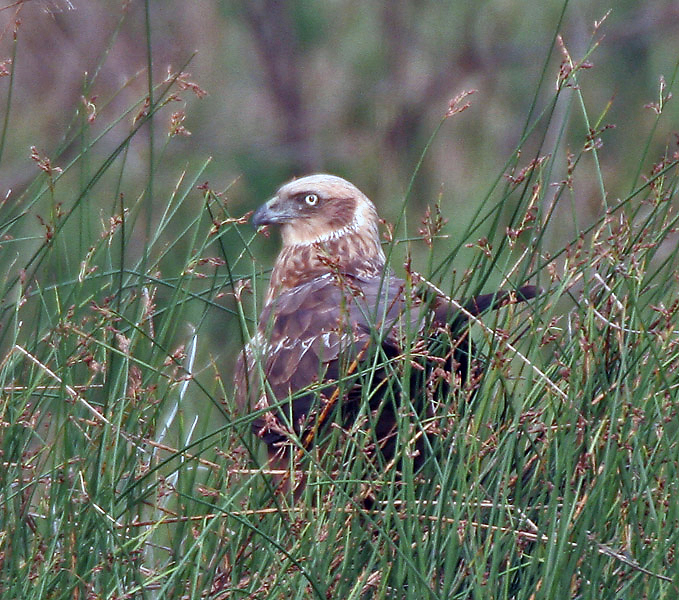
Błotniak stawowy

W Polsce nieliczny ptak lęgowy niżu, lokalnie średnio liczny, występujący tu od marca do października. Wyraźnie liczniejszy jest na zachodzie i północnym wschodzie kraju. Najbogatsze lęgowiska stwierdzono w Wielkopolsce, na Podlasiu, w okolicach Zalewu Szczecińskiego, na ziemi lubuskiej i na stawach w Dolinie Baryczy. To jeden z najczęściej spotykanych ptaków szponiastych w kraju. Wyjątkowo spotyka się go również zimą. Najczęściej widuje się go nad trzcinowiskami, jak co pewien czas zapada w gąszcz roślinności. Krajowa populacja błotniaka stawowego rośnie, choć zanika on na obszarach, gdzie niszczone są jego siedliska wykorzystywane na lęgowiska.

## Charakterystyka

### Cechy gatunku
Długie skrzydła i ogon. Ten drugi jest wąski i lekko zaokrąglony. Wyraźny dymorfizm płciowy. Samica nieco większa od samca, ciemnobrązowa o kremowożółtej wierzchu głowy (przypomina hełm), gardle i przednimi brzegami skrzydeł. Ma częściowo jasne nadgarstki i plamę na piersi. Samiec ma brązowy grzbiet, trójbarwny wierzch skrzydeł – są popielatoszare z czarnymi ostro odgraniczającymi się końcami oraz jasną częścią środkową (patrząc od góry wygląda jak jasna smuga) i niebieskawopopielaty ogon, żółtobiałą głowę i pierś. Spód jest rdzawobrązowy. Nogi żółte, wokół oczu wyraźna szlara. Młode przypominają ciemnobrązową samicę, jednak ich głowa jest ciemna, jedynie z małą żółtą plamką na potylicy.

Wielkością dorównuje myszołowowi, choć ma smuklejsze ciało, węższe skrzydła i dłuższy ogon.

### Wymiary średnie[9]
długość ciała z dziobem i ogonemok. 48–56 cm
rozpiętość skrzydeł100–130 cm
długość ogonasamce 21–23,5 cm
samice 22,5–25 cm

### Masa ciała[9]
samce 0,3–0,6 kg
samice 0,5–0,7 kg

### Zachowanie
Poza okresem lęgowym błotniak stawowy prowadzi samotniczy tryb życia, choć jego noclegowiska mogą mieć charakter zbiorowy. W swobodnym, niskim i powolnym locie skrzydła ma uniesione do góry na kształt płytkiego V. Zwykle przelatuje na wysokości do kilku metrów nad obszarami o niskiej roślinności – łąkami, pastwiskami i polami.

## Biotop
Wszystkie błotniaki są ptakami terenów otwartych. Zasiedla trzcinowiska wokół jezior i stawów rybnych, torfowiska z zaroślami wierzbowymi, oczka wodne wśród pól uprawnych, gęsto obrośnięte szuwarami tereny podmokłe, zbiorniki zaporowe, starorzecza, wiklinowe zarośla. Także glinianki i torfianki na otwartych przestrzeniach. Unika lasów. Ze względu na wzrost populacji zasiedla coraz mniej typowe siedliska, w tym mniej korzystne dla niego tereny rolnicze. Po okresie lęgowym żeruje nad ścierniskami i polami uprawnymi.

## Okres lęgowy

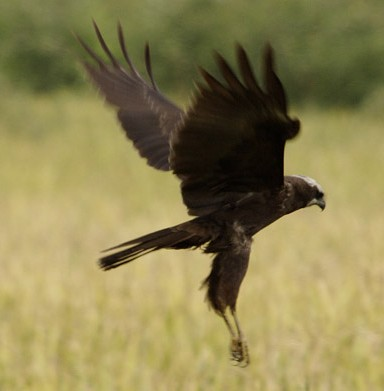
Samica wzbijająca się do lotu

### Toki
Gatunek monogamiczny, gniazdujący głównie w rozproszeniu. Pomimo to samce mogą niekiedy kojarzyć się z dwiema samicami. Dodatkowo jeśli dany obszar obfituje w pożywienie, ptak gniazduje czasem tworząc luźne skupiska. W takim wypadku dana para broni jedynie najbliższych okolic swojej konstrukcji lęgowej przed innymi osobnikami tego samego gatunku.

W locie tokowym samiec często przekazuje pokarm samicy w powietrzu. Pełni on rolę prezentu.

### Gniazdo

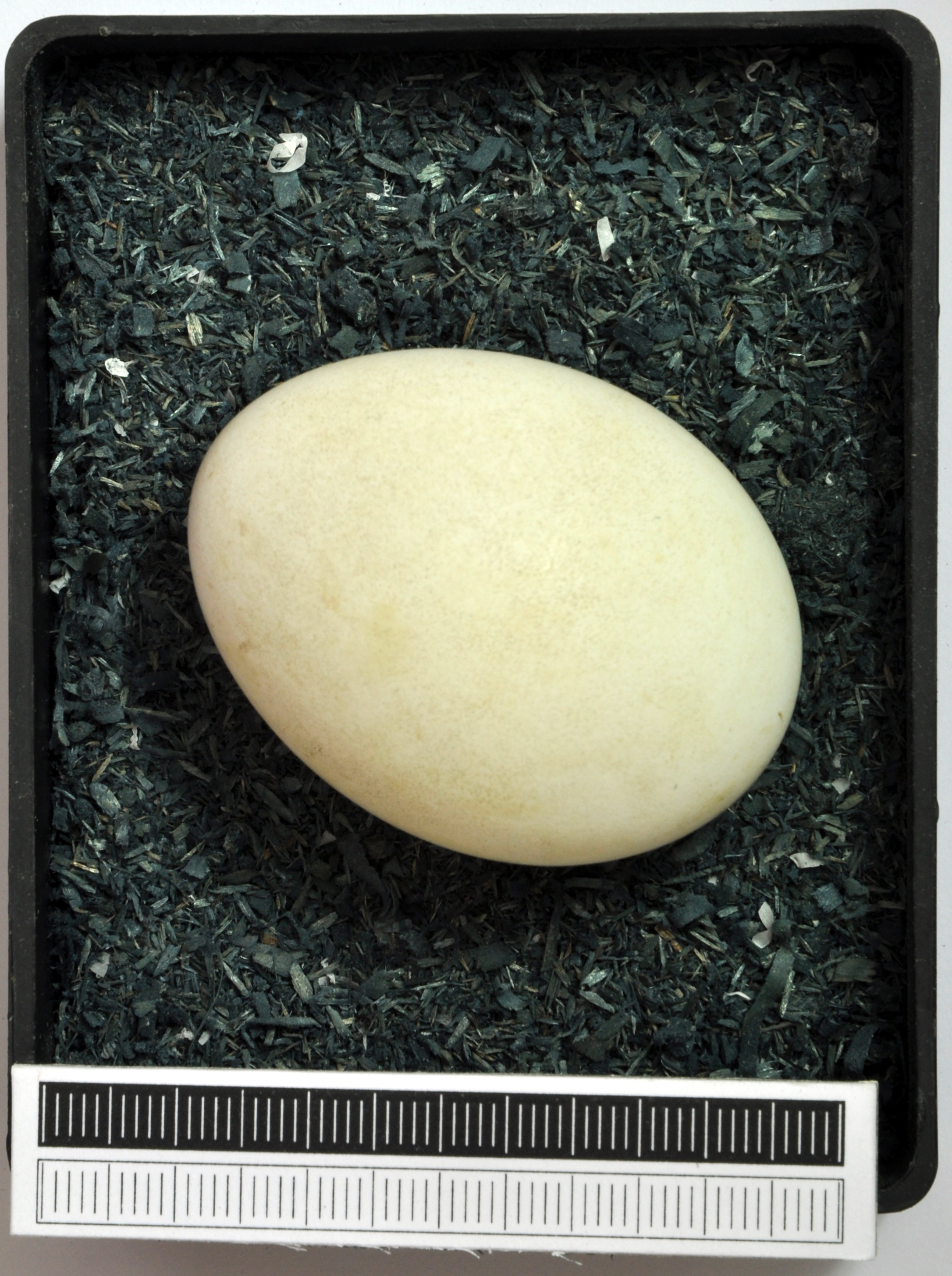
Jajo błotniaka

W gęstych trzcinach ponad lustrem wody (błotniak jest jedynym ptakiem drapieżnym zakładającym gniazda w trzcinach), ale też w turzycowiskach czy na ziemi. Od kilku dziesięcioleci błotniak stawowy coraz częściej lęgnie się też na polach zbóż i rzepaku lub na łąkach. Gniazdo ma formę płytkiej platformy z patyków, skrzypu i łodyg roślin wodnych, głównie z trzcin i tataraku. Konstrukcja ma metr średnicy i 50 cm wysokości. Czasem unosi się na pływającej roślinności. W budowie gniazda biorą udział samiec i samica.

### Jaja
Wyprowadza jeden lęg w roku, składając w maju lub czerwcu 3 do 6 białych, białawych lub niebieskawych jaj.

### Wysiadywanie i pisklęta
Jaja wysiadywane są przez okres 31–36 (34–38) dni wyłącznie przez samicę. Samiec w tym czasie przynosi jej pokarm. W okresie lęgowym błotniaki polują głównie na młode ptaki, pisklęta i jaja. Pisklęta pokryte są czysto białym puchem. Oboje partnerów zajmuje się karmieniem. Potomstwo reaguje w zaskoczeniu na drapieżnika. Próbuje przestraszyć go położeniem się na plecach i wymachiwaniem szponami. Pisklęta, gniazdowniki, opuszczają gniazdo po około 35–40 dniach, kiedy stają się lotne, a po ok. 3 tygodniach od tego momentu są w pełni samodzielne (w tym czasie samica je jeszcze dokarmia). Większość ptaków na zimowiska udaje się do Europy Południowej i Afryki Zachodniej.
Przekazywanie przez samca pokarmu samicy jest widowiskowym pokazem. Do lęgowego partnera trzymającego w dziobie zdobycz, przeważnie drobnego gryzonia, dolatuje partnerka i razem wykonują popisy akrobatyczne. Dodatkowo w locie pokazowym pojawiają się przewroty, spadania i zawroty. Po pewnym czasie samica odbiera w końcu zdobycz i leci z nią do młodych, podczas gdy ich ojciec wraca na polowanie.

## Pożywienie

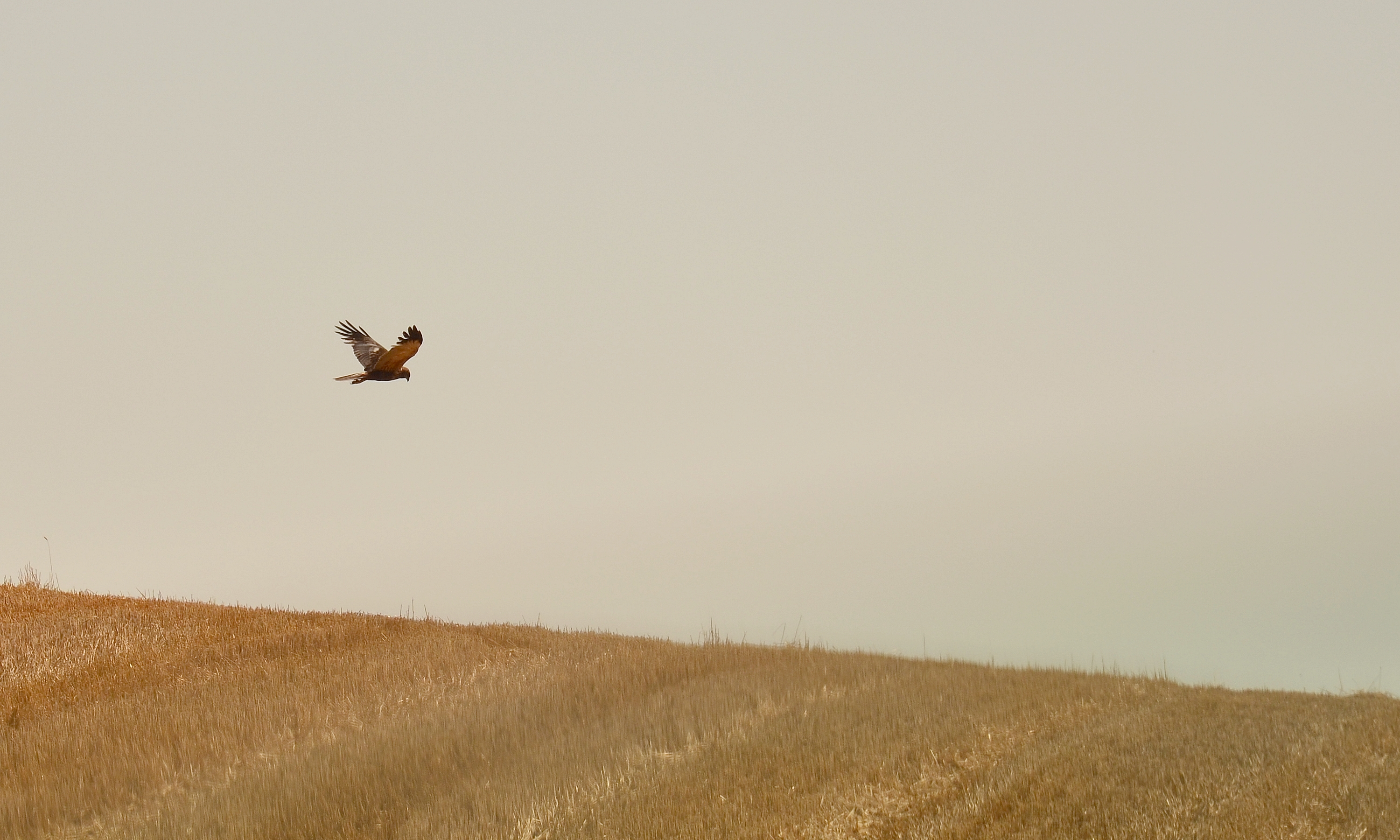
Polujący samiec

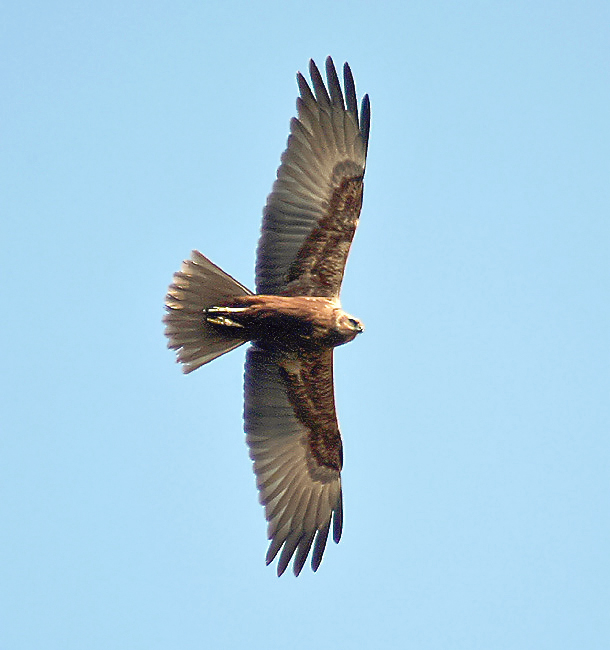
Samica błotniaka stawowego w locie

Drobne ssaki, głównie gryzonie jak piżmaki, ptaki (młode i dorosłe), płazy, w tym żaby, ryby i owady, a także jaja i pisklęta innych ptaków. Poluje nad polami, wydmami i łąkami, posługując się słuchem, podobnie jak sowy. Zdarza mu się też karmić padliną, np. martwymi wężami i ptakami. Ze względu na swą powolność i lekkość nie łapie ptactwa domowego.
Poluje, wypatrując ofiary w locie patrolowym, szybując i krążąc na dużych powierzchniowo obszarach. Często zawisa przy tym w powietrzu. W wykrywaniu zwierzyny posługuje się słuchem, podobnie jak sowy. Na ofiarę spada z kilku metrów wysokości, chwyta ją szponami. Żeruje nie tylko nad wodami i przy pasach trzcin, gdzie gniazduje, ale też na łąkach i polach uprawnych. Ofiary małe i średniej wielkości chwyta na ziemi, ptaki wodne do rozmiarów kurki wodnej i łyski na wodzie i w trzcinach. Preferuje siedzące na jajach samice kaczek, kulików i perkozów. Rzadko łapie zdobycz w powietrzu i nie ściga ptaków w locie. Poza tym zdarza mu się wypatrywać zwierzyny siedząc na wysokich obiektach, zapewniających rozległy widok.

## Status i ochrona
Międzynarodowa Unia Ochrony Przyrody (IUCN) uznaje błotniaka stawowego za gatunek najmniejszej troski (LC – Least Concern) nieprzerwanie od 1988 roku. Liczebność światowej populacji szacuje się na 0,5–1 milion dorosłych osobników. Trend liczebności populacji uznaje się za wzrostowy.
W Polsce objęty ochroną gatunkową ścisłą, wymaga ochrony czynnej. Na Czerwonej liście ptaków Polski został sklasyfikowany jako gatunek najmniejszej troski (LC). W latach 2013–2018 liczebność populacji lęgowej błotniaka stawowego na terenie kraju szacowano na 6600–7400 par. Zagraża mu m.in. pozbawianie go miejsc do gniazdowania i żerowania przez:
- wykaszanie i wypalanie (likwidacja) szuwarów na stawach i innych zbiornikach wodnych;
- osuszanie mokradeł i śródpolnych zbiorników wodnych;
- regulowanie cieków wodnych[6].

Natomiast ujednolicanie wiejskiego krajobrazu i intensyfikacja upraw niekorzystnie wpływają na populacje ofiar błotniaka, zubożają ich skład i zmniejszają liczebność. Poza tym wspomnieć należy o prześladowaniach błotniaków przez ludzi uważających je za szkodliwe jastrzębie. To powód, przez który od wieków na wsi je tępiono i odławiano w różnego typu pułapki.